# La generació del mal
La generació del mal (títol original, Piktuju Karta) és una pel·lícula de thriller lituana del 2022 dirigida per Emilis Vėlyvis, protagonitzada per Vytautas Kaniusonis, Ingeborga Dapkunaite i Saulius Siparis. S'ha doblat i subtitulat al català.
El rodatge principal va tenir lloc a la ciutat lituana de Plungė l'any 2020.